# Catasetum saccatum
Catasetum saccatum es una especie de orquídea epifita cespitosa originaria de Sudamérica.

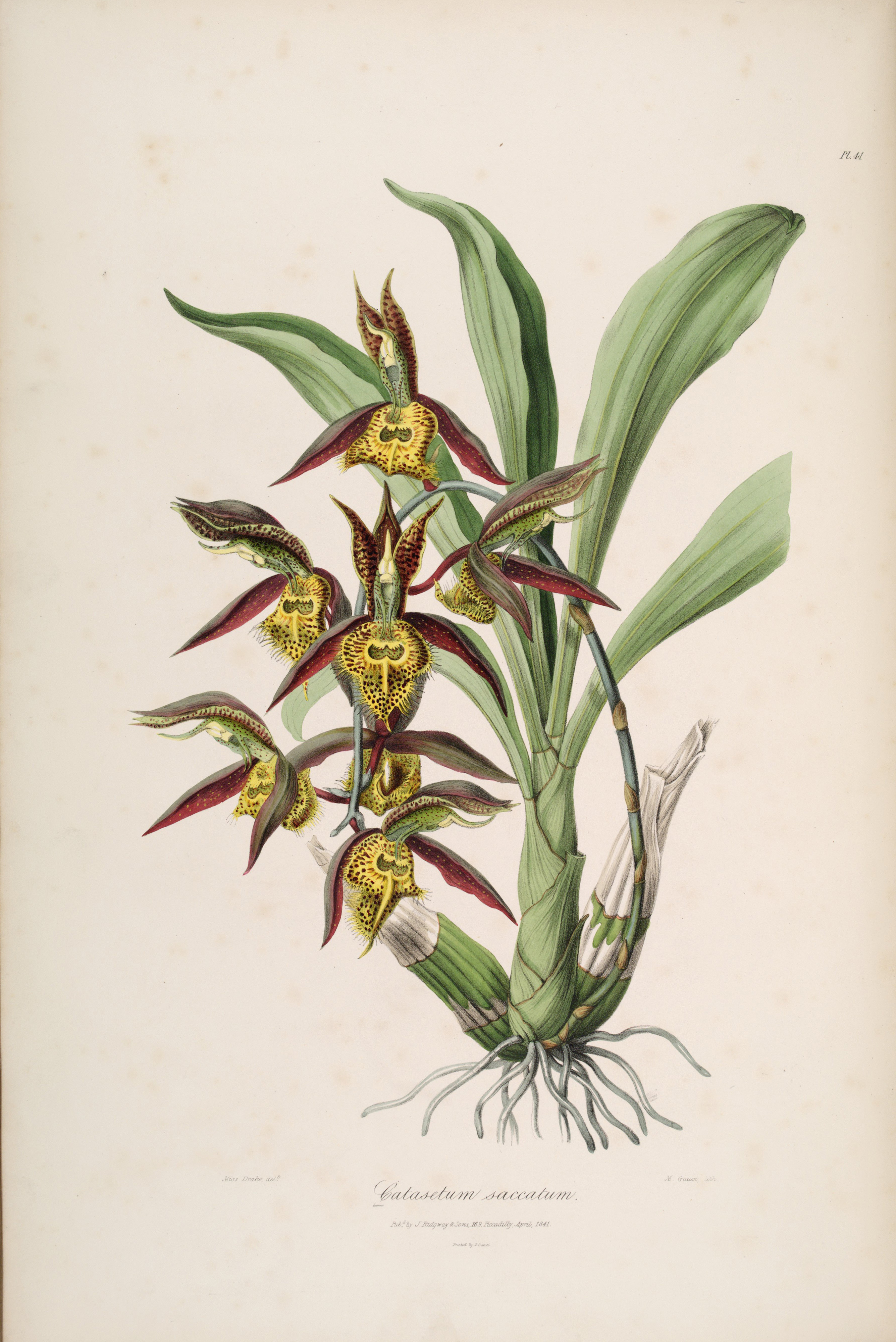
Ilustración

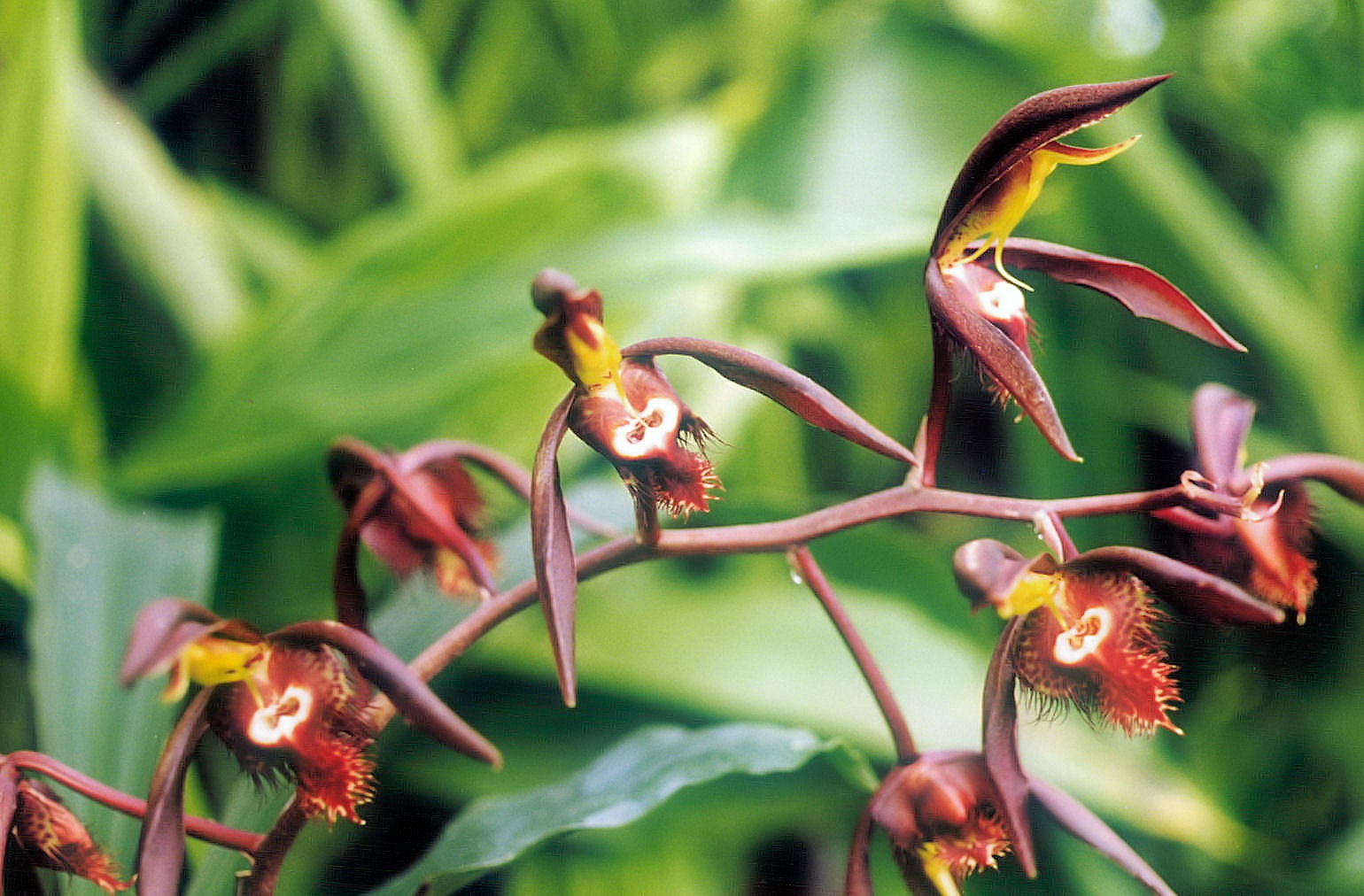
Detalle de las flores

## Descripción
Es una orquídea epifita cespitosa de gran tamaño,  con pseudobulbos fusiformes alargados con 4-7 hojas elíptico- lanceoladas,  pecioladas y agudas. Florece desde el comienzo del invierno a la primavera en una inflorescencia erecta o colgante, de 25 a 68 cm de largo, con 3 a 21 flores fragantes, que surge de un pseudobulbo maduro y casi igual que la mayoría de las especie de Catasetum, necesita un período de descanso después de la temporada de floración cuando pierde sus hojas. Las flores se diferencian, en que puede expulsar de su polen hasta una distancia de 2m de la planta. Esta especie goza de la luz del sol casi plena, el calor, gran cantidad de agua y fertilizantes y sólo necesita un descanso si se ha hecho evidente su latencia. Véase también Catasetum incurvum , que se cita a menudo como sinónimo de C saccatum pero que tiene suficientes diferencias como para mantenerse como una especie por derecho propio.

## Distribución
Se encuentra  en Guyana, Venezuela, Colombia, Ecuador, Perú y Brasil, en los bosques tropicales de montaña en diferentes tipos de árboles a altitudes de 200 a 1700 metros. 

## Taxonomía
Catasetum saccatum fue descrito por John Lindley y publicado en Edwards's Botanical Register Misc. 76. 1840.
Etimología
Ver: Catasetum
saccatum: epíteto latino que significa "con bolsa o saco".
Sinonimia
- Catasetum saccatum var. eusaccatum Mansf.
- Catasetum saccatum var. typum Hoehne
- Catasetum christyanum var. obscurum Rchb.f.
- Catasetum secundum Klotzsch
- Catasetum baraquinianum Lem.
- Catasetum saccatum var. pliciferum Rchb.f.
- Catasetum christyanum Rchb.f.
- Catasetum christyanum var. chlorops Rchb.f.
- Catasetum cruciatum Schltr.
- Catasetum saccatum var. christyanum (Rchb.f.) Mansf.[4]